# Boygenius
Boygenius (Eigenschreibweise: boygenius) ist eine US-amerikanische Indie-Rock-Supergroup. Sie wurde 2018 von den drei Musikerinnen Phoebe Bridgers, Julien Baker und Lucy Dacus gegründet.

## Geschichte
Nachdem sich die drei Bandmitglieder bereits durch gemeinsame Auftritte kannten, planten sie 2018 eine Tour zusammen. Aus den Überlegungen, im Vorfeld einen gemeinsamen Song aufzunehmen, entstand die Idee, eine Band zu gründen. Innerhalb von wenigen Tagen nahmen sie in Eigenregie die EP Boygenius auf, die am 26. Oktober 2018 bei Matador Records erschien. Die EP erhielt überwiegend positive Kritiken und es folgten eine gemeinsame Tour und verschiedene TV-Auftritte.
In der Folge widmeten sich Bridgers, Baker und Dacus wieder ihren Solo-Projekten und nahmen jeweils eigene Alben auf, dabei unterstützten sie sich bei einzelnen Songs gegenseitig. Im Juli 2020 veröffentlichte die Gruppe einige Demo-Aufnahmen auf Bandcamp, um Spenden für wohltätige Organisationen zu sammeln.
Im Januar 2023 kündigte die Band ein Album an und veröffentlichte zeitgleich die Singles $20, Emily I'm Sorry, und True Blue. Das Album The Record erschien am 31. März 2023 und erreichte die Spitzenposition in den Charts unter anderen in Großbritannien, Irland und den Niederlanden sowie weitere Top-Ten-Platzierungen unter anderem in den USA (Platz 4) und Deutschland (Platz 8). Zusammen mit dem Album veröffentlichte die Band den Kurzfilm The Film mit Musikvideos zu den ersten drei Singles. Regie führte dabei Kristen Stewart.
Bei den Grammy Awards 2024 wurde die Band für sechs Preise nominiert und gewann in drei Kategorien: Bestes Alternative-Album, Bester Rocksong und Beste Rock-Darbietung.

## Diskografie

### Alben
| Jahr | Titel Musiklabel              | Höchstplatzierung, Gesamtwochen, AuszeichnungChartplatzierungen (Jahr, Titel, Musiklabel, Platzierungen, Wochen, Auszeichnungen, Anmerkungen) | Höchstplatzierung, Gesamtwochen, AuszeichnungChartplatzierungen (Jahr, Titel, Musiklabel, Platzierungen, Wochen, Auszeichnungen, Anmerkungen) | Höchstplatzierung, Gesamtwochen, AuszeichnungChartplatzierungen (Jahr, Titel, Musiklabel, Platzierungen, Wochen, Auszeichnungen, Anmerkungen) | Höchstplatzierung, Gesamtwochen, AuszeichnungChartplatzierungen (Jahr, Titel, Musiklabel, Platzierungen, Wochen, Auszeichnungen, Anmerkungen) | Höchstplatzierung, Gesamtwochen, AuszeichnungChartplatzierungen (Jahr, Titel, Musiklabel, Platzierungen, Wochen, Auszeichnungen, Anmerkungen) | Anmerkungen                         |
| Jahr | Titel Musiklabel              | DE | AT | CH | UK | US | Anmerkungen                         |
| ---- | ----------------------------- | --- | --- | --- | --- | --- | ----------------------------------- |
| 2023 | The Record Interscope Records | DE8 (3 Wo.)DE | AT24 (2 Wo.)AT | CH22 (2 Wo.)CH | UK1 Silber · (6 Wo.)UK | US4 (15 Wo.)US | Erstveröffentlichung: 31. März 2023 |

### EPs
| Jahr | Titel Musiklabel            | Höchstplatzierung, Gesamtwochen, AuszeichnungChartplatzierungen (Jahr, Titel, Musiklabel, Platzierungen, Wochen, Auszeichnungen, Anmerkungen) | Höchstplatzierung, Gesamtwochen, AuszeichnungChartplatzierungen (Jahr, Titel, Musiklabel, Platzierungen, Wochen, Auszeichnungen, Anmerkungen) | Höchstplatzierung, Gesamtwochen, AuszeichnungChartplatzierungen (Jahr, Titel, Musiklabel, Platzierungen, Wochen, Auszeichnungen, Anmerkungen) | Höchstplatzierung, Gesamtwochen, AuszeichnungChartplatzierungen (Jahr, Titel, Musiklabel, Platzierungen, Wochen, Auszeichnungen, Anmerkungen) | Höchstplatzierung, Gesamtwochen, AuszeichnungChartplatzierungen (Jahr, Titel, Musiklabel, Platzierungen, Wochen, Auszeichnungen, Anmerkungen) | Anmerkungen                            |
| Jahr | Titel Musiklabel            | DE | AT | CH | UK | US | Anmerkungen                            |
| ---- | --------------------------- | --- | --- | --- | --- | --- | -------------------------------------- |
| 2018 | Boygenius Matador Records   | — | — | — | — | — | Erstveröffentlichung: 26. Oktober 2018 |
| 2023 | The Rest Interscope Records | DE67 (1 Wo.)DE | — | — | — | US50 (2 Wo.)US | Erstveröffentlichung: 13. Oktober 2023 |

### Singles
| Jahr | Titel Album         | Höchstplatzierung, Gesamtwochen, AuszeichnungChartplatzierungen (Jahr, Titel, Album, Platzierungen, Wochen, Auszeichnungen, Anmerkungen) | Höchstplatzierung, Gesamtwochen, AuszeichnungChartplatzierungen (Jahr, Titel, Album, Platzierungen, Wochen, Auszeichnungen, Anmerkungen) | Höchstplatzierung, Gesamtwochen, AuszeichnungChartplatzierungen (Jahr, Titel, Album, Platzierungen, Wochen, Auszeichnungen, Anmerkungen) | Höchstplatzierung, Gesamtwochen, AuszeichnungChartplatzierungen (Jahr, Titel, Album, Platzierungen, Wochen, Auszeichnungen, Anmerkungen) | Höchstplatzierung, Gesamtwochen, AuszeichnungChartplatzierungen (Jahr, Titel, Album, Platzierungen, Wochen, Auszeichnungen, Anmerkungen) | Anmerkungen                     |
| Jahr | Titel Album         | DE | AT | CH | UK | US | Anmerkungen                     |
| --- | ------------------- | --- | --- | --- | --- | --- | ------------------------------- |
| Folgende Lieder erschienen nicht als Single, wurden aber durch das Album zum Download und Streaming bereitgestellt und konnten somit eine Platzierung erlangen: |                     | | | | | |                                 |
| |                     | | | | | |                                 |
| 2023 | Black Hole The Rest | — | — | — | UK56 (1 Wo.)UK | — | Charteinstieg: 26. Oktober 2023 |

Weitere Singles
- 2023: $20
- 2023: Emily I’m Sorry
- 2023: True Blue
- 2023: Not Strong Enough (UK: Silber)

## Auszeichnungen für Musikverkäufe
| Goldene Schallplatte - Kanada - 2024: für die Single Cool About It - 2025: für das Album The Record |

Anmerkung: Auszeichnungen in Ländern aus den Charttabellen bzw. Chartboxen sind in ebendiesen zu finden.
| Land/RegionAuszeichnungen für Musikverkäufe (Land/Region, Auszeichnungen, Verkäufe, Quellen) | Silber     | Gold     | Platin | Verkäufe | Quellen         |
| -------------------------------------------------------------------------------------------- | ---------- | -------- | ------ | -------- | --------------- |
| Kanada (MC)                                                                                  | —          | 2× Gold2 | —      | 80.000   | musiccanada.com |
| Vereinigtes Königreich (BPI)                                                                 | 2× Silber2 | —        | —      | 260.000  | bpi.co.uk       |
| Insgesamt                                                                                    | 2× Silber2 | 2× Gold2 | —      |          |                 |